# Ernst Jakob Christoffel

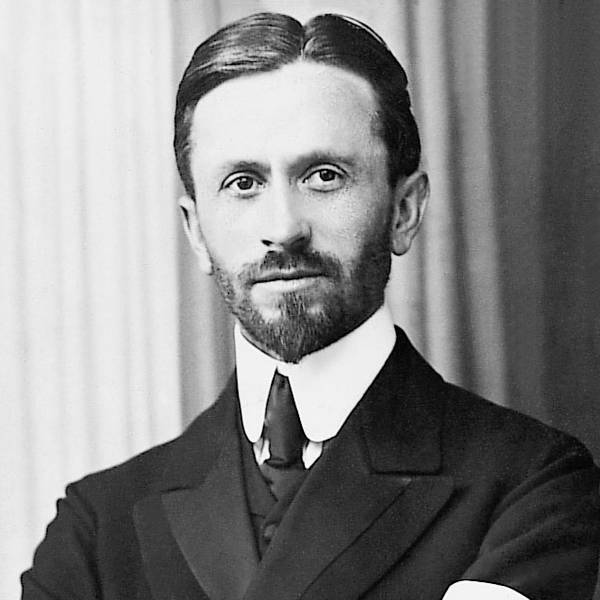
Ernst Jakob Christoffel

Ernst Jakob Christoffel (* 4. September 1876 in Rheydt, heute Mönchengladbach; † 23. April 1955 in Isfahan, Iran) war ein deutscher evangelischer Pastor. Er war Gründer und langjähriger Leiter der Christlichen Mission im Orient. Die Missionsgesellschaft wurde nach seinem Tod in Christoffel-Blindenmission umbenannt.

## Werdegang und Lebenswerk
Ernst Jakob Christoffel wurde als Sohn einer Handwerksfamilie in Rheydt am Niederrhein geboren. Nach seinem Theologiestudium an der Predigerschule Basel fuhr er 1904 als Missionar in den Orient. In Sebaste (heute Sivas), einer Stadt im Nordosten der Türkei, übernahm er mit seiner Schwester Hedwig die Leitung zweier Waisenhäuser des Schweizer Hilfskomitees für Armenien. Dort blieben und leiteten sie drei Jahre lang diese Einrichtungen für Opfer der Massaker von 1894 und 1896.
Christoffel beschrieb das Elend der orientalischen Blinden wie folgt: „Die materielle, moralische und religiöse Lage der Blinden ist furchtbar. Der größte Prozentsatz bettelt. Blinde Mädchen und Frauen verfallen vielfach der Prostitution“. Christoffel und seine Schwester entschlossen sich 1906, ihre künftige Arbeit ganz in den Dienst dieser Behinderten zu stellen, nachdem sie weder von christlicher noch von islamischer Seite Hilfe für die Blinden sahen.
Christoffel versuchte vergeblich, kirchliche Einrichtungen in Europa für ein Hilfswerk im damaligen Osmanischen Reich zu gewinnen. Seine enttäuschenden Erlebnisse mit dem Hilfsbund veranlassten ihn, 1908 auf eigene Initiative auszureisen und in Malatya die Blindenmissionsstation Bethesda für blinde, gehörlose und andere schwerstbehinderte Menschen zu gründen. Dabei unterstützte ihn ein kleiner, stetig wachsender Freundeskreis in Deutschland, Österreich und der Schweiz. Seine Arbeit verstand er als „Predigt ohne Worte […], die ‚verstanden‘“ wird.
Am 3. Juli 1914 kehrte er von Malatya nach Deutschland zurück, wo er umgehend zum Militär eingezogen wurde. Er bemühte sich um eine Freistellung vom Kriegsdienst und um die erforderlichen Genehmigungen für eine Rückreise in die Türkei. Als dies gelungen war, kehrte er Anfang 1916 wieder nach Malatya zurück.
Im Verlauf des Völkermordes an den Armeniern hatte der türkische Gouverneur das Bethesda zwischenzeitlich beschlagnahmt und in ein Kriegslazarett verwandelt. Christoffel gelang es, einen Teil des Gebäudes zurückzuerhalten. Er betreute dort nun armenische Waisenkinder, die den Völkermord von 1915/16 überlebt hatten. Mit der Ausweisung aller Deutschen im Jahr 1919 durch die Alliierten fand Christoffels Arbeit in Malatya ein Ende.
Nach Aufhebung des Reiseverbotes für Deutsche im Jahr 1924 begab sich Christoffel erneut in die Türkei. Doch die neue Regierung verbot ihm, eine weitere Schule zu gründen. Deswegen scheiterte sein Versuch, in Konstantinopel (heute Istanbul) ein Blindenheim einzurichten. Christoffel wich daher nach Persien aus und errichtete 1925 in Täbris und 1928 in Isfahan Heime für Blinde, Taubstumme, Menschen mit anderen Behinderungen und für Waisenkinder. Die Arbeit wurde durch den Zweiten Weltkrieg unterbrochen. 1943 wurde er von den Alliierten in Persien gefangen genommen, nahezu drei Jahre in verschiedenen Lagern interniert und später nach Deutschland gebracht. Im Juni 1946 wurde er in Hamburg-Neuengamme entlassen. Seine Einrichtung in Täbris wurde in der Zwischenzeit geschlossen, die Einrichtung in Isfahan übernahmen die Briten als Schule für blinde Mädchen.
Christoffel blieb vorerst in Deutschland und richtete 1949 ein Heim für Kriegsblinde in Nümbrecht bei Köln ein. Er setzte jedoch alles daran, in den Orient zurückzukehren. 1951 fuhr er wieder in den Iran und rief in Isfahan mit finanzieller Hilfe seiner schwedischen Freunde eine neue Schule für blinde und andere schwerstbehinderte Männer ins Leben. Als über 70-Jähriger setzte er die Arbeit fort, die er zurückgelassen hatte. Christoffel starb am 23. April 1955 in Isfahan. Seine Einrichtung wurde 1979 nach der islamischen Machtübernahme von den Behörden geschlossen.

## Gedenken

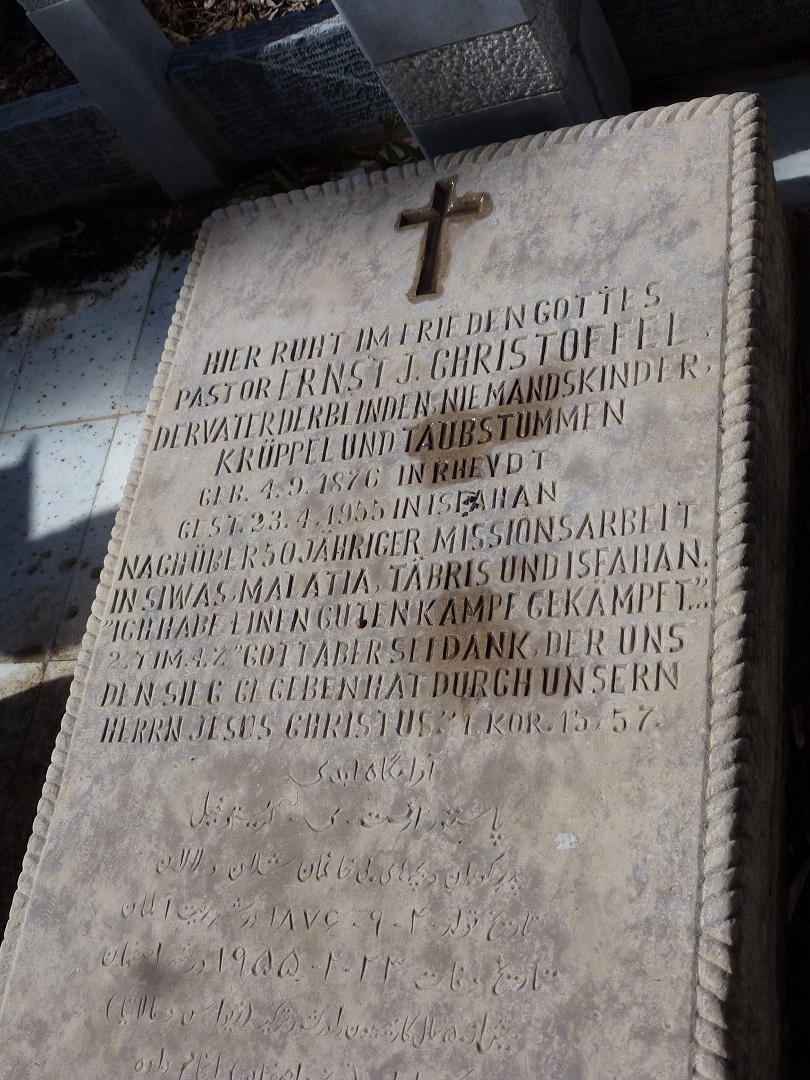
Christoffels Grab auf dem armenischen Friedhof in Isfahan

Auf seinem Grabstein auf dem armenischen Friedhof bei Isfahan steht in Deutsch, Armenisch und Persisch:

„Hier ruht im Frieden Gottes Pastor Ernst J. Christoffel, der Vater der Blinden, der Niemandskinder, der Krüppel und Taubstummen nach über fünfzigjähriger Pionierarbeit.“

## Wirkung
Mit der Schul- und Berufsausbildung von Behinderten widerlegte Christoffel das Vorurteil, dass solche Menschen nicht bildungsfähig seien.
Die nach ihm benannte Christoffel-Blindenmission (CBM) setzt sich bis heute für Schwerstbehinderte in Entwicklungsländern ein. Diese Überzeugung Ernst Jakob Christoffels ist Leitfaden für die Arbeit der weltweit tätigen Christoffel-Blindenmission, die heute eine der zehn größten Hilfsorganisationen in Deutschland ist.
In Österreich führen die Organisationen Licht für die Welt und Christoffel-Blindenmission Österreich, beide mit Sitz in Wien, Christoffels Arbeit weiter.

## Ehrungen
- 1955: Verdienstkreuz (Steckkreuz) der Bundesrepublik Deutschland.